# Musée Ringve

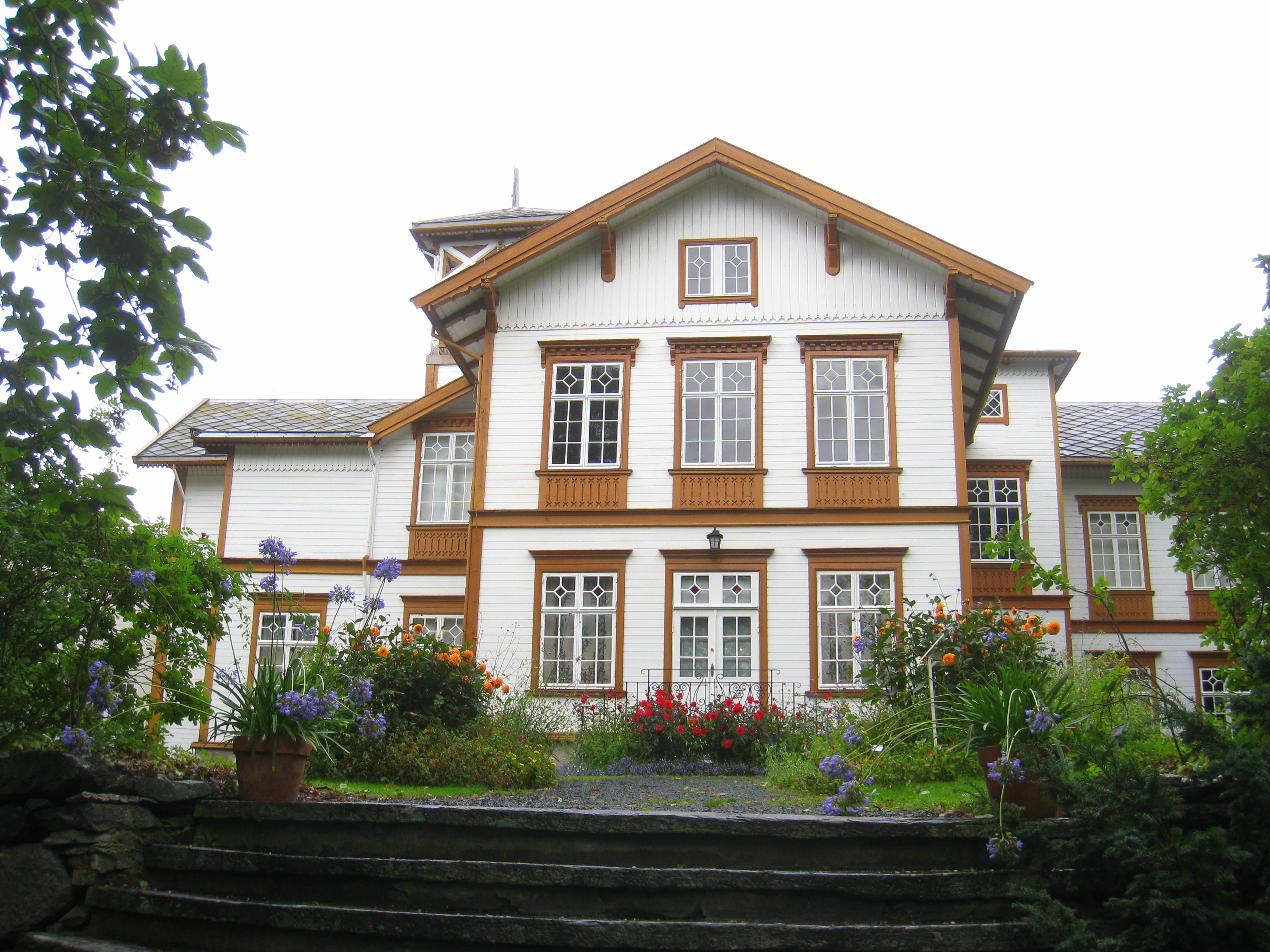
Le bâtiment principal du musée.

Le musée Ringve est le musée national norvégien de musique et d'instruments musicaux. Il se situe à Trondheim et possède des collections provenant du monde entier. Il a ouvert ses portes en 1952.
Dans un bâtiment du XIXe siècle, tout au long de la visite, des guides-musiciens procèdent à des démonstrations pour de nombreux instruments, avec des morceaux de l'époque de leur fabrication.